# Ura Hiroshi
Hiroshi Ura (sinh ngày 10 tháng 10 năm 1992) là một cầu thủ bóng đá người Nhật Bản.

## Sự nghiệp câu lạc bộ
Hiroshi Ura đã từng chơi cho Renofa Yamaguchi FC.